# Truszki (województwo mazowieckie)
Truszki – wieś położona w Polsce, w województwie mazowieckim, w powiecie ciechanowskim, w gminie Gołymin-Ośrodek.
Wchodzi w skład sołectwa Nasierowo Górne.
Do 2024 r. miejscowość była częścią wsi Nasierowo Górne. W latach 1975–1998 Truszki należały administracyjnie do województwa ciechanowskiego.
Gniazdo rodowe zamieszkałe od XIV wieku do chwili obecnej przez Truszkowskich herbu Bończa.